# Veias intercostais posteriores

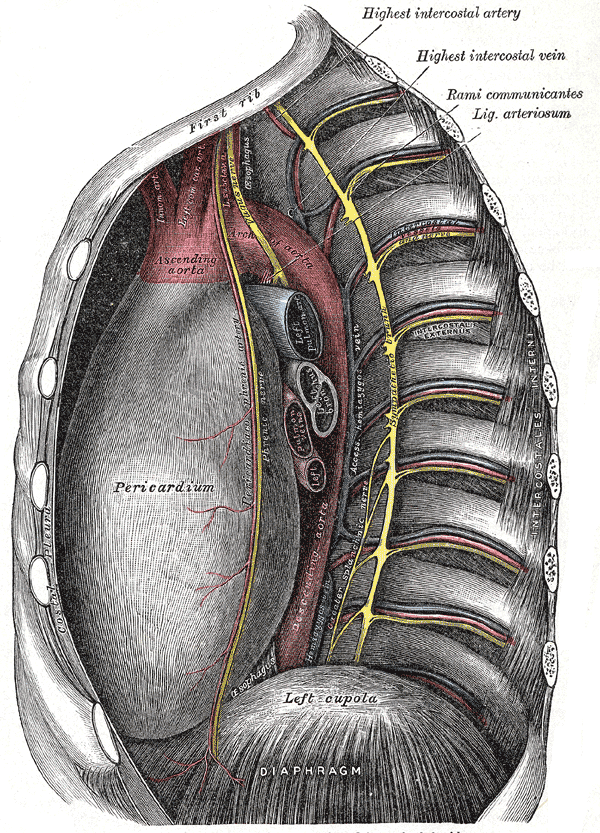
Espaços intercostais, visto do lado esquerdo. Nesses espaços, encontram-se um conjunto de veias, artérias e nervos das costas.

As veias intercostais posteriores são veias do tórax.